# Florian Sénéchal
Pour les articles homonymes, voir Sénéchal (homonymie).
Florian Sénéchal, né le 10 juillet 1993 à Cambrai, est un coureur cycliste français, professionnel depuis 2013. Spécialiste des courses d'un jour, il remporte le championnat de France en 2022 à Cholet. Il compte deux victoires sur des semi-classiques belges ainsi qu'une victoire d'étape au Tour d'Espagne. Il a aussi terminé deuxième de Gand-Wevelgem (2020) et du Grand Prix E3 (2021).

## Biographie

### Débuts cyclistes et carrière chez les amateurs
Florian Sénéchal est issu d'une famille non liée au sport cycliste. Durant son enfance, il s'initie à cette pratique en accompagnant son père qui a commencé le vélo comme exercice de rééducation après s'être fracturé une jambe. Le passionné de cyclisme qu'il devient participe à l'âge de 9 ans à une randonnée VTT à Maroilles. Il prend sa première licence en benjamin première année. Régulièrement victorieux dans les courses régionales, il découvre durant des entraînements des secteurs pavés de Paris-Roubaix et s'y sent « à l'aise ». Il est sacré champion de France cadet 2009.
En 2011, il remporte Paris-Roubaix juniors après avoir terminé onzième en 2010. En juillet, il manque un doublé inédit en se classant deuxième au sprint du Tour des Flandres juniors. Au championnat de France juniors, il termine quatrième de la course en ligne et dixième du contre-la-montre. Il remporte ensuite une étape et le général du Keizer der Juniores. Au championnat du monde sur route juniors, il règle le sprint du peloton et termine quatrième d'une course remportée par son coéquipier Pierre-Henri Lecuisinier.
En 2012, il rejoint l'EFC-Omega Pharma-Quick Step, réserve de l'équipe Omega Pharma-Quick Step. Il gagne en solitaire Bruxelles-Opwijk, le Grand Prix de Roulers et termine notamment neuvième de Paris-Roubaix espoirs. En août, il devient stagiaire de l'équipe Omega Pharma-Quick Step. Il aide notamment Tom Boonen à remporter la World Ports Classic.

### Carrière professionnelle

#### 2013-2017: professionnel dans les équipes Etixx-iHNed et Cofidis

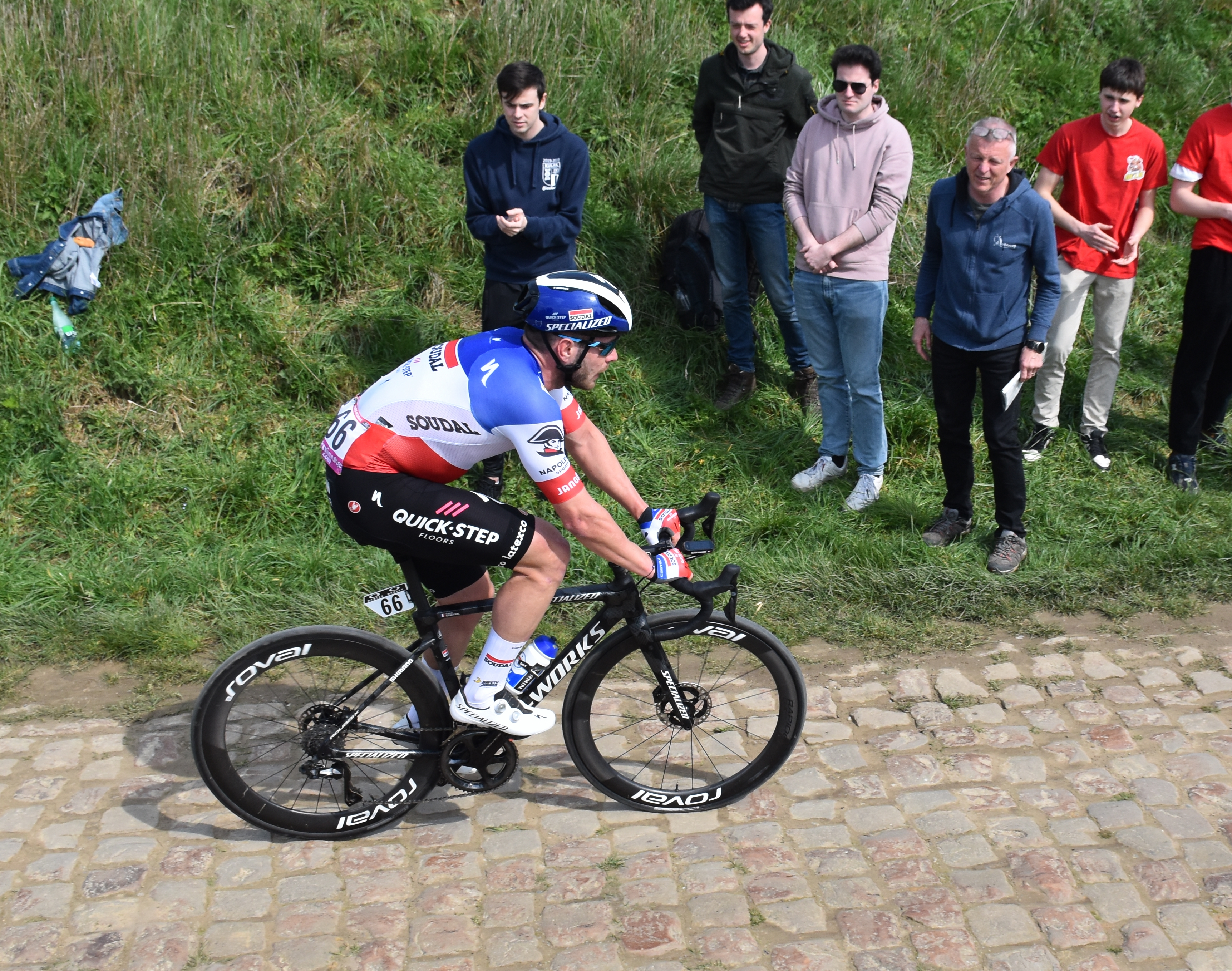
Paris-Roubaix 2023 - Secteur pavé de Quiévy à Saint-Python - N° 66 Florian Sénéchal.

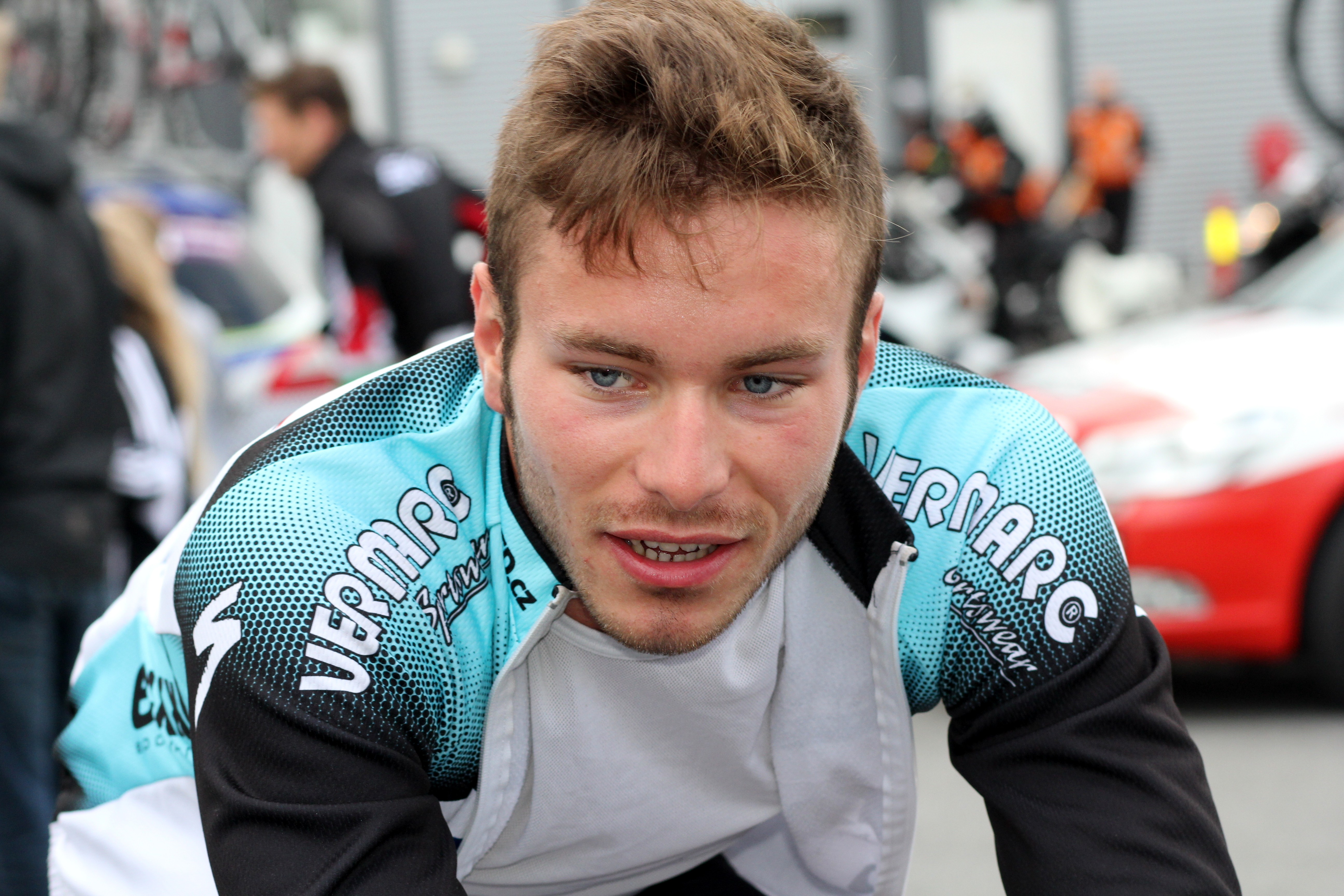
Florian Sénéchal lors du Tour des Fjords 2013.

En 2013, n'ayant pas la possibilité de rallier la formation Omega Pharma-Quick Step, Florian Sénéchal rejoint l'équipe continentale Etixx-iHNed qui en constitue la réserve. Opéré d'une hernie discale durant l'intersaison, il remporte tout de même quatre courses durant cette première saison professionnelle (quatrième étape du Tour de Vysočina, Mémorial Henryk Łasak, classement général et deuxième étape du Okolo Jižních Čech). Malgré ces débuts victorieux, il n'est toujours pas choisi par Omega Pharma-Quick Step en fin d'année, il s'engage avec l'équipe continentale professionnelle française Cofidis pour la saison 2014 avec la garantie de participer aux classiques flandriennes. 
Pour sa première saison sous ses nouvelles couleurs, il se classe huitième de la Tropicale Amissa Bongo et remporte le classement du meilleur jeune de cette course disputée sur le continent africain. Au premier semestre, il termine également dans les vingt premiers du Circuit Het Nieuwsblad, d'À travers les Flandres et du Grand Prix E3, trois courses inscrites au calendrier de l'UCI World Tour et confirme à cette occasion son appétence pour les classiques belges et flandriennes.
En 2015, il termine premier Français et se classe 17e de Paris-Roubaix. Il est aussi troisième du Tro Bro Leon. Il dispute cette même année son premier Tour de France avec Cofidis. Il est le deuxième coureur le plus jeune de cette édition qu'il termine en 135e position.
Sénéchal est remplaçant pour la course en ligne des championnats du monde 2016 disputés au Qatar.
Au mois d'août 2017 la presse spécialisée annonce que le coureur français quitte l'équipe continentale professionnelle Cofidis pour rejoindre la formation belge Quick-Step Floors

#### 2018-2023: équipier de luxe chez Deceuninck-Quick Step
Au mois de mars 2018, Florian Sénéchal se classe deuxième de la course belge À travers la Flandre-Occidentale-Johan Museeuw Classique derrière son compatriote Rémi Cavagna. 
En mars 2019, il remporte Le Samyn, sa première victoire dans une course inscrite au calendrier de l'UCI Europe Tour sous les couleurs de la formation Deceuninck-Quick Step. Il s'impose au sprint dans un groupe de huit coureurs, devant Aimé De Gendt et le tenant du titre Niki Terpstra. Cette victoire ne lui permet cependant pas d'être sélectionné en tant qu'équipier sur le Tour des Flandres un mois plus tard, étant jugé en interne « encore un peu trop gros ». Présent en revanche sur Paris-Roubaix, il obtient le meilleur résultat de sa carrière sur l'« Enfer du Nord » en prenant la sixième place d'une course remportée par son coéquipier Philippe Gilbert. Fin juillet, quelques jours après avoir prolongé son contrat avec sa formation jusqu'en fin d'année 2021, il est sélectionné pour représenter la France aux championnats d'Europe de cyclisme sur route en compagnie d'Arnaud Démare. Il s'adjuge à cette occasion la vingt-neuvième place de la course en ligne après avoir beaucoup travaillé pour son leader. En octobre, il prend la deuxième place du Tour de l'Eurométropole.
En 2020, il réalise sa meilleure saison jusqu'ici. Cinquième du Samyn, il se classe quatrième d'À travers le Hageland et du Tour de Wallonie. Dans la foulée, il obtient son premier podium sur une classique du World Tour en terminant troisième de la Bretagne Classic derrière l'Australien Michael Matthews (Sunweb) et le Slovène Luka Mezgec (Mitchelton-Scott). Trois jours plus tard, il gagne la Course des raisins (une épreuve belge disputée à Overijse). Il s'illustre sur la fin de saison en terminant deuxième de Gand-Wevelgem, devancé au sprint par le champion du monde Mads Pedersen. Il est également septième du BinckBank Tour et douzième du Tour des Flandres. Il ne peut participer à Paris-Roubaix, l'édition 2020 décalée en octobre étant annulée en raison du contexte sanitaire lié à la pandémie de Covid-19, une décision qu'il regrette publiquement.
En 2021, devenu un cadre de la formation belge, il commence sa saison avec une deuxième place au sprint sur la Clásica de Almería derrière la champion d'Europe Giacomo Nizzolo. Il est ensuite septième du Circuit Het Nieuwsblad. En mars, il se classe troisième de la Bredene Koksijde Classic, puis devient le premier Français à monter sur le podium du Grand Prix E3, en prenant la deuxième place de la course derrière son coéquipier Kasper Asgreen. Il est ensuite neuvième d'À travers les Flandres et du Tour des Flandres. Poisson-pilote de Fabio Jakobsen au départ du Tour d'Espagne, celui-ci n'est pas capable de disputer le sprint terminant la treizième étape. Sénéchal le remplace dans le dernier kilomètre et s'impose devant Matteo Trentin, remportant ainsi sa première victoire dans un grand tour. Après la Vuelta, Deceuninck-Quick Step annonce l'extension de son contrat jusqu'en fin d'année 2023. Fin septembre, il est sélectionné aux mondiaux de Louvain en Belgique, remporté par son leader Julian Alaphilippe et où il prend lui-même la neuvième place. Étant un des quatre coureurs protégés de sa formation sur Paris-Roubaix, il perd toute chance de bon résultat sur incidents mécaniques. 
Le 26 juin 2022, à l'issue d'une échappée qui s'est formée dans les derniers km, Sénéchal remporte le championnat de France sur route à Cholet. Malgré cette victoire, Sénéchal n'est pas retenu pour participer au Tour de France et est premier sur la liste des réservistes. Il est finalement sélectionné à la suite d'un test positif au SARS-CoV-2 de Tim Declercq à quelques jours du départ.
En 2023, sélectionné en août pour la course en ligne des championnats du monde où il abandonne, il fait également partie en septembre de l'équipe de France lors de la course en ligne des Championnats d'Europe qui est remportée par Christophe Laporte, Sénéchal étant de son côté dixième. La semaine suivante cette course, il est cinquième du Circuit franco-belge puis troisième de la Famenne Ardenne Classic.

#### 2024: Arkéa-B&B Hotels
À l'issue de la saison 2023, Florian Sénéchal est en fin de contrat avec Soudal-Quick-Step. En octobre 2023, l'équipe Arkéa-B&B Hotels annonce son recrutement avec un contrat de deux saisons. Attendu sur les classiques flandriennes, il retrouve également Arnaud Démare qu'il a côtoyé en équipe de jeunes au CC Wasquehal. Sur la première Flandrienne de la saison, le Circuit Het Nieuwsblad, il chute et abandonne, atteint d'une fracture de la clavicule droite. Annoncé absent entre quatre et cinq semaines, il fait son retour à la compétition le 19 mars lors de la Semaine internationale Coppi et Bartali sous le maillot de l'équipe réserve Arkéa-B&B Hotels avec comme objectif Paris-Roubaix. Il tient à prendre le départ des classiques alors que sa clavicule n'est toujours pas consolidée mais n'a pas la forme pour peser sur la course, 129e d'À Travers les Flandres, 62e du Tour des Flandres et 60e de Paris-Roubaix. Le 19 mai, il termine 10e de l'Antwerp Port Epic. Quinzième de la première étape du Critérium du Dauphiné, il réalise ensuite une deuxième partie de saison anonyme. Au terme de celle-ci, il admet que c'était une saison à oublier, avec un très mauvais bilan (un seul top 10). Ayant contracté le Covid sur le Critérium du Dauphiné, il a dû observer une période de repos. Insuffisamment remis et hors de forme sur le Renewi Tour (157e de la première étape, non-partant le lendemain), une seconde coupure en septembre a été nécessaire. Malgré toutes les déconvenues rencontrées lors de cet exercice 2024, il retrouve l'envie et la forme sur la fin de saison, 27e du Giro del Veneteo pour son dernier dossard de l'année.
Revanchard pour l'année 2025, il compte briller avec les couleurs d'Arkéa sur les classiques flandriennes mais également aider son ami et coéquipier Arnaud Démare à s'imposer sur les sprints, ce dernier ayant perdu son poisson-pilote, Daniel McLay, parti à la Visma-Lease a Bike. Malheureusement, la malchance le poursuit. Il chute sur la deuxième étape de Paris-Nice et souffre d'une fracture de la clavicule.

### Style et caractéristiques
Florian Sénéchal, à l'aise sur les classiques flandriennes, affectionne tout particulièrement Paris-Roubaix,, une course dont le parcours passe à quelques kilomètres de son domicile durant son enfance et qui constitue pour lui une « quête absolue »,. Il peut également jouer le rôle de poisson pilote.

### En dehors du cyclisme
Florian Sénéchal est depuis janvier 2015, parrain de l'association des ch'tis coureurs de Bertry qui participe tous les ans, le week-end de la pentecôte, à une course à pied entre Paris et Rotterdam pour soulever des fonds afin d'améliorer la qualité de vie des personnes atteintes d'un cancer dans le Nord - Pas de Calais - Picardie.

## Palmarès et résultats

### Palmarès amateur
| - 2009 - Champion de France cadets - 2010 - Route de Dali Juniors - 3e étape du Keizer der Juniores - 2e de Gand-Menin - 3e des Boucles de Seine-et-Marne - 3e du Grand Prix de Lillers Juniors - 2011 - Paris-Roubaix juniors - Keizer der Juniores : - Classement général - 2e étape - Boucles de Seine-et-Marne - 2e de La Bernaudeau Junior - 2e du Tour des Flandres juniors - 2e de Gand-Menin - 2e du Circuit Mandel-Lys-Escaut juniors - 3e du Trophée Centre Morbihan - 3e du Grand Prix André Noyelle - 4e du championnat du monde sur route juniors | - 2012 - Bruxelles-Opwijk - Champion de Flandre-Occidentale des clubs - Grand Prix de Roulers - 2013 - 4e étape du Tour de Vysočina - Mémorial Henryk Łasak - Okolo Jižních Čech : - Classement général - 2e étape - 2e de la Flèche côtière |  |

### Palmarès professionnel
| - 2015 - 3e du Tro Bro Leon - 2016 - 3e du Samyn - 3e d'À travers le Hageland - 2017 - 10e d'À travers les Flandres - 2018 - 2e d'A travers la Flandre-Occidentale-Johan Musseuw Classique - 2e du Tour du Piémont - 3e du Grand Prix d'Isbergues - 2019 - Le Samyn - 2e du Tour de l'Eurométropole - 6e de Paris-Roubaix - 9e de la Bretagne Classic - 2020 - Course des raisins - 2e de Gand-Wevelgem - 3e de la Bretagne Classic - 7e du BinckBank Tour - 10e du Circuit Het Nieuwsblad | - 2021 - 13e étape du Tour d'Espagne - Primus Classic - 2e du Grand Prix E3 - 2e de la Clásica de Almería - 3e de la Bredene Koksijde Classic - 7e du Circuit Het Nieuwsblad - 9e d'À travers les Flandres - 9e du Tour des Flandres - 9e du championnat du monde sur route - 2022 - Champion de France sur route - 3e d'À travers le Hageland - 9e du Circuit Het Nieuwsblad - 2023 - 3e de la Famenne Ardenne Classic - 10e du championnat d'Europe sur route |  |

### Résultats sur les grands tours

#### Tour de France
3 participations
- 2015 : 135e
- 2017 : 161e
- 2022 : 107e

#### Tour d'Italie
2 participations
- 2018 : 135e
- 2019 : abandon (20e étape)

#### Tour d'Espagne
2 participations
- 2016 : abandon (12e étape)
- 2021 : 118e, vainqueur de la 13e étape

### Résultats sur les classiques
Ce tableau présente les résultats de Florian Sénéchal sur courses d'un jour de l'UCI World Tour auxquelles il a participé, ainsi qu'aux différentes compétitions internationales.
| Légende | Légende | Légende | Légende     | Légende | Légende              | Légende | Légende       |
| ------- | ------- | ------- | ----------- | ------- | -------------------- | ------- | ------------- |
| Ab.     | Abandon | HD      | Hors-délais | -       | Pas de participation | ×       | Pas d'épreuve |

| Année | Cadel Evans Great Ocean Road Race | Circuit Het Nieuwsblad | Milan-San Remo | Trois Jours de Bruges-La Panne | À travers les Flandres | E3 BinckBank Classic | Gand-Wevelgem | Tour des Flandres | Paris-Roubaix | Amstel Gold Race | RideLondon-Surrey Classic | EuroEyes Cyclassics | Bretagne Classic | Grand Prix cycliste de Québec | Grand Prix cycliste de Montréal | Tour de Lombardie | Europe - course en ligne | Mondial - course en ligne |
| ----- | --------------------------------- | ---------------------- | -------------- | ------------------------------ | ---------------------- | -------------------- | ------------- | ----------------- | ------------- | ---------------- | ------------------------- | ------------------- | ---------------- | ----------------------------- | ------------------------------- | ----------------- | ------------------------ | ------------------------- |
| 2014  | ×                                 | 14e                    | -              | ×                              | 17e                    | 14e                  | 142e          | Ab.               | 49e           | -                | -                         | -                   | 49e              | -                             | -                               | -                 | ×                        | -                         |
| 2015  | -                                 | 24e                    | 75e            | ×                              | Ab.                    | -                    | 19e           | 90e               | 17e           | -                | -                         | -                   | 43e              | -                             | -                               | -                 | ×                        | -                         |
| 2016  | -                                 | 17e                    | -              | ×                              | 25e                    | Ab.                  | -             | -                 | 26e           | -                | -                         | -                   | -                | -                             | -                               | -                 | -                        | -                         |
| 2017  | -                                 | 36e                    | 173e           | ×                              | 10e                    | -                    | 100e          | 42e               | 12e           | -                | -                         | 150e                | Ab.              | -                             | -                               | -                 | -                        | -                         |
| 2018  | Ab.                               | -                      | -              | 37e                            | -                      | 16e                  | 47e           | 44e               | Ab.           | -                | 71e                       | -                   | -                | 71e                           | Ab.                             | Ab.               | -                        | -                         |
| 2019  | -                                 | Ab.                    | -              | 100e                           | 30e                    | 25e                  | -             | -                 | 6e            | -                | -                         | 47e                 | 9e               | -                             | -                               | -                 | 29e                      | Ab.                       |
| 2020  | -                                 | 10e                    | -              | 17e                            | ×                      | ×                    | 2e            | 12e               | ×             | ×                | ×                         | ×                   | 3e               | ×                             | ×                               | -                 | -                        | -                         |
| 2021  | ×                                 | 7e                     | -              | 72e                            | 9e                     | 2e                   | -             | 9e                | 71e           | 111e             | ×                         | ×                   | -                | ×                             | ×                               | -                 | -                        | 9e                        |
| 2022  | ×                                 | 9e                     | 14e            | -                              | -                      | 57e                  | Ab.           | 38e               | 13e           | 32e              | ×                         | 22e                 | -                | -                             | -                               | -                 | -                        | 90e                       |
| 2023  | -                                 | 77e                    | 76e            | -                              | -                      | Ab.                  | 27e           | Ab.               | 63e           | -                | ×                         | 11e                 | Ab.              | -                             | -                               | -                 | 10e                      | Ab.                       |
| 2024  | -                                 | Ab.                    |                |                                |                        |                      |               |                   |               |                  |                           |                     |                  |                               |                                 |                   |                          |                           |

### Classements mondiaux
| Année                                 | 2012  | 2013 | 2014 | 2015 | 2016 | 2017 | 2018 | 2019 | 2020 | 2021 | 2022 | 2023 | 2024  |
| ------------------------------------- | ----- | ---- | ---- | ---- | ---- | ---- | ---- | ---- | ---- | ---- | ---- | ---- | ----- |
| UCI World Tour                        |       |      |      |      | nc   | nc   | 253e |      |      |      |      |      |       |
| Classement mondial                    |       |      |      |      | 187e | 223e | 120e | 103e | 16e  | 31e  | 159e | 235e | 1844e |
| UCI Europe Tour                       | 1031e | 37e  | 304e | 330e | 72e  | 194e | 23e  | 85e  | 14e  | 27e  | 131e | nc   | nc    |
| UCI Africa Tour                       | nc    | nc   | 122e | nc   | nc   | nc   | nc   |      |      |      |      |      |       |
|                                       |       |      |      |      |      |      |      |      |      |      |      |      |       |
| Légende : nc = non classéSource : UCI |       |      |      |      |      |      |      |      |      |      |      |      |       |